# Hybolabus azuripennis
Hybolabus azuripennis es una especie de coleóptero de la familia Attelabidae.

## Distribución geográfica
Habita en Paraguay y Brasil.